# История Белграда

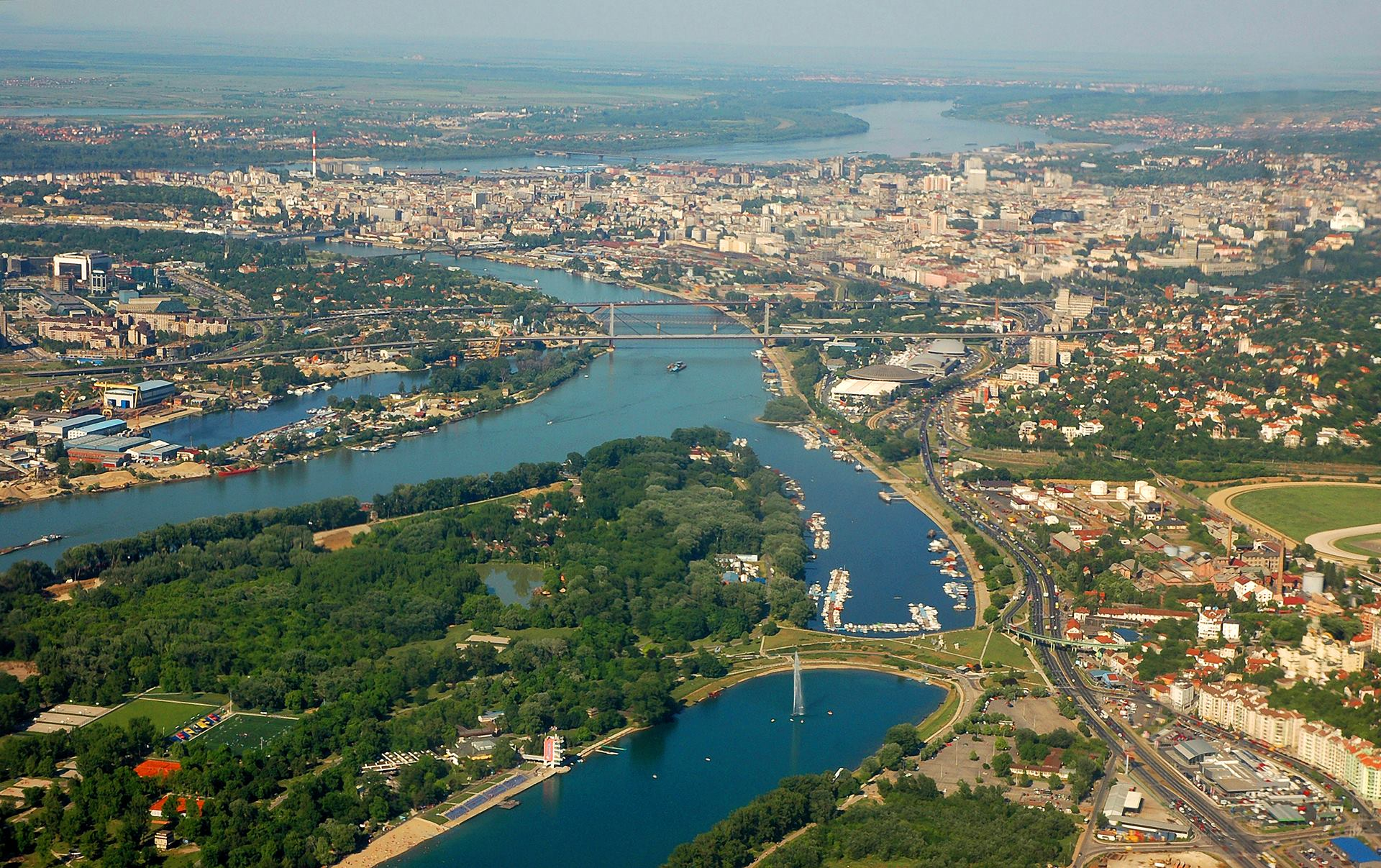
Вид на Белград

История Белграда — столицы Сербии — насчитывает более двух тысяч лет. Первые постоянные поселения на его территории появились в эпоху неолита. Затем эти земли принадлежали фракийцам, киммерийцам, скифам и т. д. Город под названием Сингидунум был основан кельтами в III веке до нашей эры, спустя несколько столетий он был завоеван римлянами. Был важной пограничной крепостью Империи. Во время Великого переселения народов Белград неоднократно менял владельцев. В VI веке окрестности города заселили славяне.
В эпоху Средневековья город принадлежал Византии, аварскому каганату, Болгарии, Венгрии, Сербии. В 1427 году был уступлен Сербией Венгерскому королевству. В 1521 году Белград захватили османские войска, после чего, с рядом недолгих перерывов, вплоть до 1878 года он был частью Османской империи.
После получения Сербией независимости Белград стал её столицей. В период между двумя мировыми войнами был столицей Королевства Сербов, Хорватов и Словенцев и Королевства Югославия. В годы Второй мировой войны был оккупирован Вермахтом, освобожден в 1944 году совместными усилиями Красной армии и югославских партизан. С 1945 по 1991 год город был столицей социалистической Югославии, с 1992 по 2003 гг. — Союзной Республики Югославии, в 2003—2006 гг. — Сербии и Черногории. С 2006 года является столицей Сербии, её экономическим и культурным центром.

## История

### Доисторическая эпоха

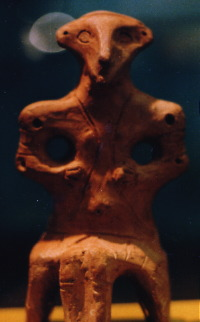
Статуэтка из Винчи

Самыми древними признаками нахождения человека на территории современного Белграда считаются каменные орудия, относящиеся к мустьерской археологической культуре. Также были найдены артефакты, принадлежащие ориньякской и граветтской культурам. В это время здесь жили племена охотников и собирателей. Кроме орудий труда в окрестностях Белграда были найдены кости людей, живших в каменном веке. Они были обнаружены в каменоломне близ Лештана, в пещере в Чукарице и в общине Стари-Град на месте современного рынка Байлони.
Постоянные поселения на территории города появились в эпоху неолита и относятся к Старчево-Кришской и Винчанской культурам, их жители занимались земледелием и различными ремеслами.
Старчево-кришская культура датируется VII—V тысячелетиями до н. э. Племена этой культуры занимались скотоводством, охотой и рыболовством. Они селились в обмазанных глиной плетеных домах, стоявших вблизи рек. Артефакты представлены шлифованными каменными топорами и грубой кухонной керамикой. Носители культуры относились к средиземноморской расе, что резко выделяло их среди местных мезолитических кроманьонцев, потомков культуры Лепенски-Вира. Старчево-кришская культура была вытеснена волной анатолийских земледельцев, относящихся к культуре Винча.

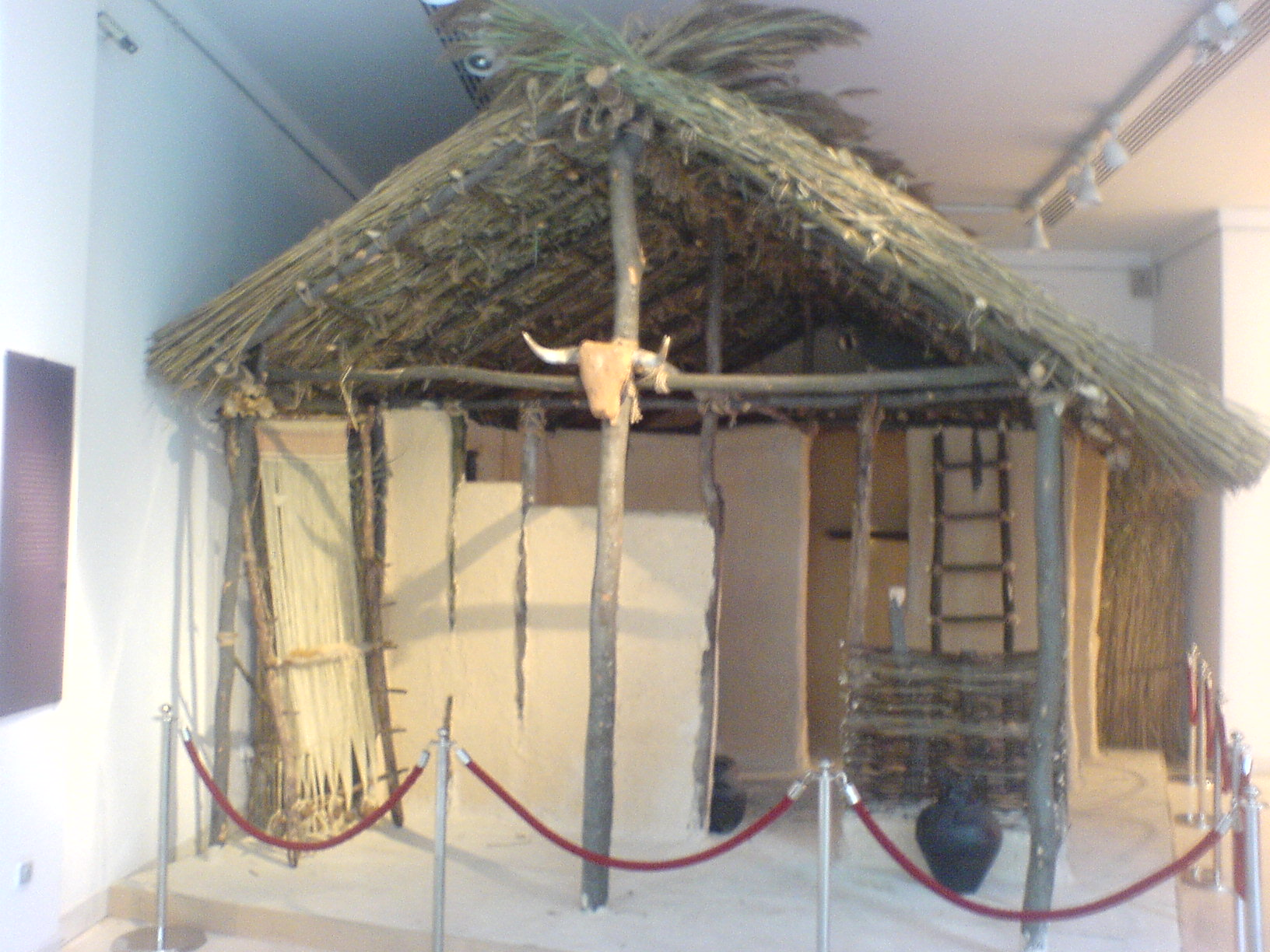
Реконструкция дома эпохи культуры Винча

Время существования культуры Винча точно не определено. Наиболее ранним моментом возникновения считается VI тысячелетие до н. э., её угасание датируется серединой V тысячелетия до н. э. или началом IV тысячелетия до н. э. Поселения представлены землянками с глиняными печами, позднее стали строиться дома-мазанки с двускатными крышами. Они насчитывали до пяти комнат, полы были деревянными. Над входом в дом укрепляли голову быка. Культура также характеризуется большим количеством найденных глиняных статуэток мужчин и женщин.

### Античность
Около 600 лет до н. э. на берегах Савы и Дуная жили фракийцы, киммерийцы, затем скифы. В начале III века до н. э. на Балканы вторглись кельты и на территории современного Белграда поселилось кельтское племя скордиски. Их укрепленное поселение называлось Сингидунум. По одной из версий, название означает «круглый город». По другой версии, во время прихода кельтов эту землю занимало фракийское племя синги, по имени которых кельты назвали новый город. Кроме найденных в Карабурме и Роспа-Чуприи некрополей из того периода, о Сингидунуме при кельтах нет каких-либо других сведений.

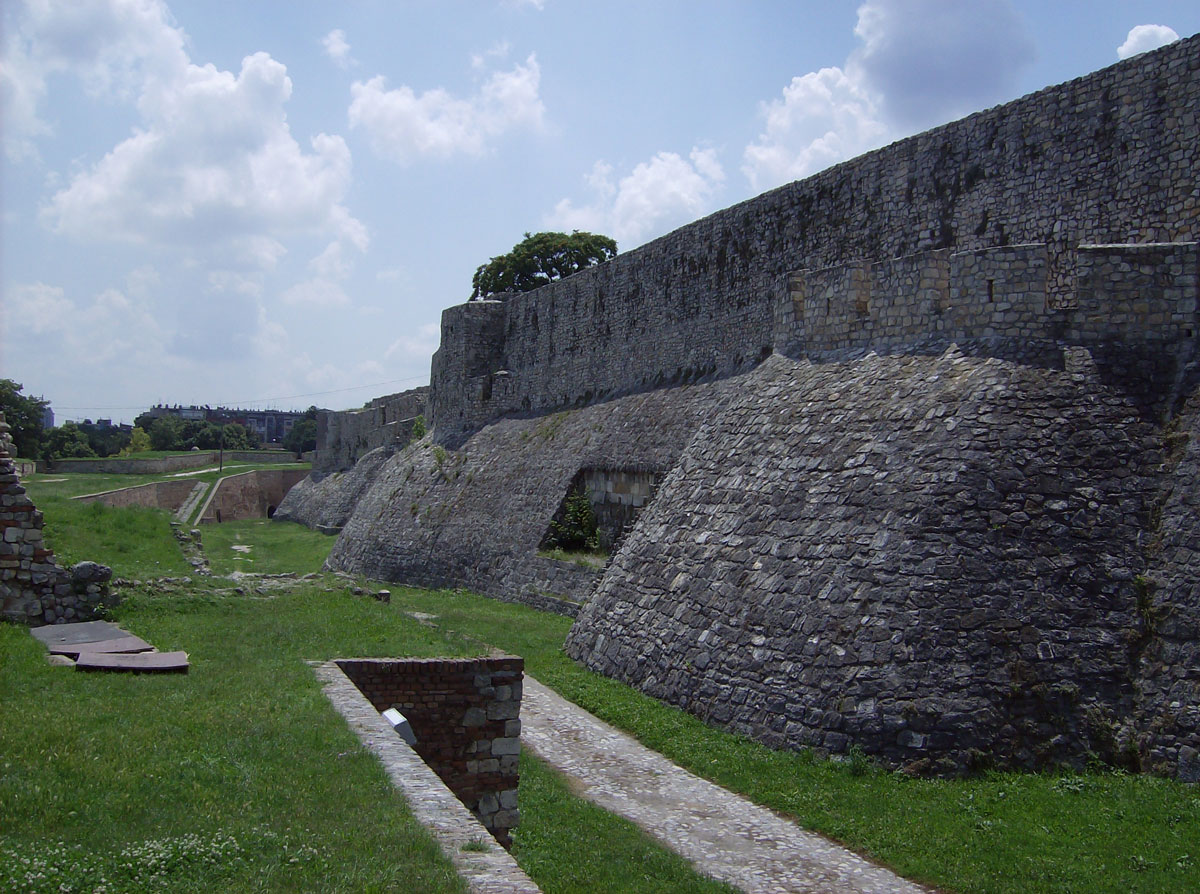
В основе стен Белградской крепости обнаружены остатки укреплений римского каструма

В I веке до н. э. римляне начали наступление на иллирийские племена и скордисков с территории Македонии. Гай Скрибоний Курион, проконсул Македонии, совершил поход в глубь полуострова, достигнув Дуная. О завоеваний этой части Балкан известно мало, но ещё несколько лет местное население пыталось бороться с Римом. Проконсул Македонии Марк Лициний Красс в 29 году до н. э. подавил здесь сопротивление бастарнов. Точно неизвестно, когда эти земли были преобразованы в римскую провинцию Мёзия. Согласно Диону Кассию, Мезия как провинция существовала уже в самом начале I века и в то время ей управлял Цецина Север.

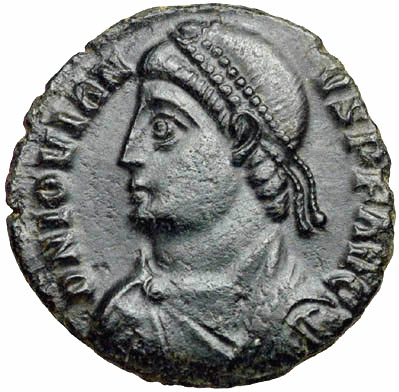
Солид императора Иовиана из Сиингидунума

В 86 году город стал местом постоянной дислокации IV Счастливого Флавиева легиона. Присутствие легионеров, выделение земли ветеранам и т. д. способствовало росту города. Вокруг сооруженного легионерами каменного каструма (на месте современного Калемегдана) стали строиться городские кварталы. На месте современной Студенческой площади находился форум, вокруг него строились термы. В этот же период стало развиваться поселение Таурунум, построенное на месте прежнего кельтского укрепления на левом берегу Савы (современный Земун). Между ним и Сингидунумом существовал мост через Саву.
Значение Сингидунума как военного центра региона возросло в III веке, когда римляне из-за вторжений готов и других варварских племен оставили Дакию и граница пролегла по Дунаю. Сингидунум, таким образом, вновь стал крепостью на границе Империи. Через город также проходила знаменитая дорога Via militaris вдоль которой был выстроен ряд укреплений. После раздела Римской империи в 395 году Сингидунум стал частью Восточной Римской империи.

### Средневековье
Разделение империи произошло во время Великого переселения народов. Оказавшись пограничной крепостью, Сингидунум стал целью многих племен, вторгавшихся в пределы Восточной Римской империи. В первой половине V века он неоднократно выдерживал осады, но в 441 году гуннам удалось взять его штурмом, после чего город был сожжен. В 454 году войскам Византии (Восточной Римской империи) удалось вернуть его, но вскоре он был захвачен сарматами. В 470 году Сингидунум был захвачен остготами. В 488 году им овладели гепиды, но в 504 году остготы отбили город. Спустя несколько лет они, согласно мирному договору, вернули его Византии. В 512 году император принял решение расселить в нём герулов, чтобы те защищали границу империи от нападений гепидов с другого берега Дуная.
При Юстиниане I вокруг Сингидунума воздвигли мощные каменные укрепления. В 584 году город захватили и разграбили авары и славяне, которые, впрочем, вскоре покинули его и Сингидунум вновь был занят византийским гарнизоном. На рубеже VI—VII вв. город был опорным пунктом византийцев во время походов императора Маврикия против славян и аваров. В 602 году авары вновь взяли штурмом Сингидунум и разграбили его. Около 630 года в его окрестностях расселились сербы. Необходимо отметить, что неоднократно разрушенный город к тому времени уже потерял свое военное значение. После этого на протяжении более чем двух столетий о нём не упоминается в источниках. Только в 878 году в письме папы римского болгарскому князю Владимиру-Михаилу вновь идет речь о городе, но уже под его славянским названием Белград.
После того, как войско Карла Великого разгромило аваров в Паннонии, франки на месте Таурунума основали поселение Малевила. После заселения его славянами оно стало называться Земун. Когда франки покинули область Белграда, в 827 году город вошёл в состав Болгарии. У болгар он был отбит венграми, но спустя некоторое время Болгарии удалось вернуть город. В 1018 году город стал частью Византии и вновь стал играть роль важной пограничной крепости империи.

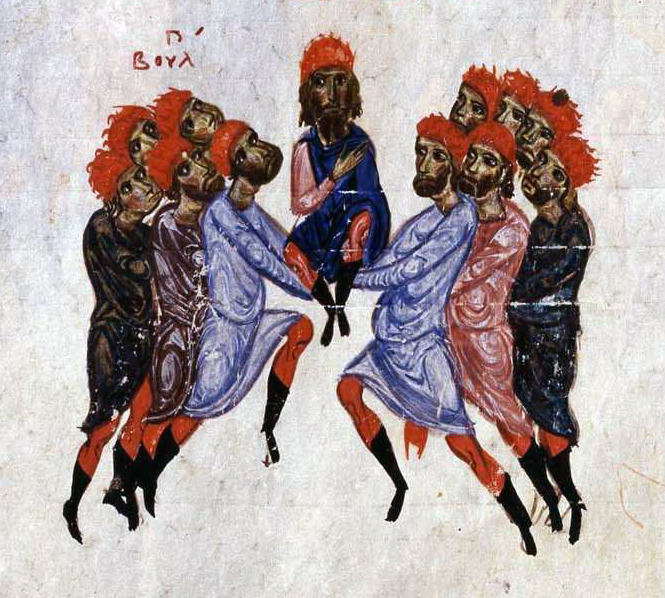
Коронация Петра Деляна

В 1040 году в Поморавье вспыхнуло антивизантийское восстание под предводительством Петра Деляна. Среди захваченных восставшими городов был и Белград, где Делян объявил себя внуком болгарского царя Самуила и был провозглашен болгарским царем под именем Петра II. В 1041 году восстание было подавлено византийцами. На протяжении XI—XII вв. город был ареной ожесточенной борьбы между Византией и Венгрией. Кроме армий этих держав его несколько раз опустошали крестоносцы, шедшие через этот район в Палестину.
Первыми крестоносцами, появившимися близ Белграда, были простолюдины, выступившие в Крестьянский крестовый поход. Под руководством Вальтера «Голяка» (Готье Нищего) они двинулись через Венгрию и Византию, собирая милостыню, грабя местное население, разоряя поселения. В июне 1096 года они появились у Земуна, где произошла стычка с местным населением. Жители Земуна в ответ ограбили часть крестоносцев. Спустя некоторое время крестоносцы переправились через Саву, но правитель Белграда не пустил их в город, и они расположились лагерем возле его стен. Там они продолжили конфликтовать с местными жителями и воровать их скот, после чего в завязавшейся стычке было убито 60 из них. Затем войско простолюдинов двинулось на юг, в направлении Ниша. Спустя несколько дней у Земуна появилась ещё одна группа простолюдинов, возглавляемая Петром Пустынником. Город был взят штурмом и полностью разграблен. С другого берега Савы за этим наблюдал византийский гарнизон Белграда, но правитель города счел невозможным противостоять крестоносцам и ушёл в Ниш, а жители спрятались в окрестных лесах. Петр Пустынник со своими сторонниками некоторое время оставался в Земуне, но когда до него дошли слухи, что венгерский король отправил войско, чтобы отомстить за разорение города, он повел своих людей на византийский берег Савы. Увидев оставленный город, крестоносцы разграбили оставленное имущество и отправились дальше на юг.
Осенью 1096 года мимо города прошли французские рыцари под командованием Готфрида Бульонского и его брата Балдуина. Они знали о стычках простолюдинов с местным населением и вели себя осторожно. Предположительно, Готфрид заночевал в Белграде. Отдохнув возле города, он повел свое войско на юг. После них мимо города прошли ещё несколько небольших отрядов крестоносцев, но они практически не упоминаются в источниках. В 1147 году, во время Второго крестового похода, близ города прошли немецкие и французские рыцари, но они не оставили никаких заметок о городе. В 1189 году, во время Третьего крестового похода, германский император Фридрих I Барбаросса также переправился через Саву у Белграда и на некоторое время оставался в городе. Он увидел ранее мощную крепость в плохом состоянии, некоторые укрепления были полуразрушены.

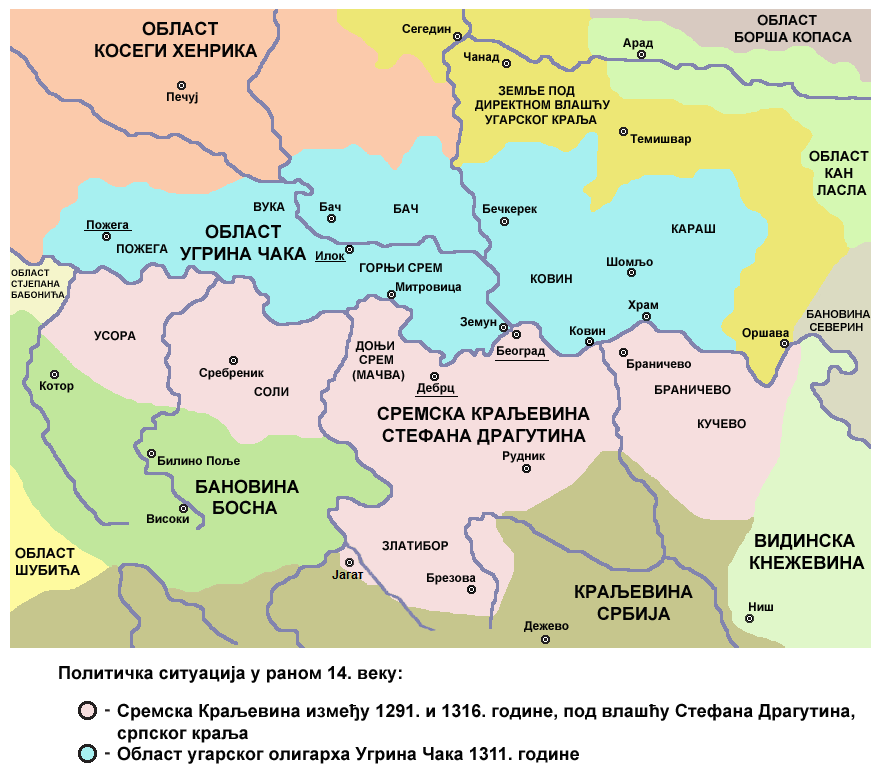
Держава Стефана Драгутина с центром в Белграде

В 1284 году король Сербии Драгутин от венгерского короля Ласло IV получил в управление область Мачву с Белградом. Стефан интенсивно заселял его сербами, в городе росло влияние Сербской православной церкви. Активно велось новое строительство. В 1319 году, спустя несколько лет после смерти Драгутина, венгерское войско захватило и разрушило город, после чего он стал частью Мачванской бановины. На протяжении XIV столетия он был пограничным форпостом, на который венгерские короли смотрели как на препятствие, не позволявшее Сербии расширяться на север.

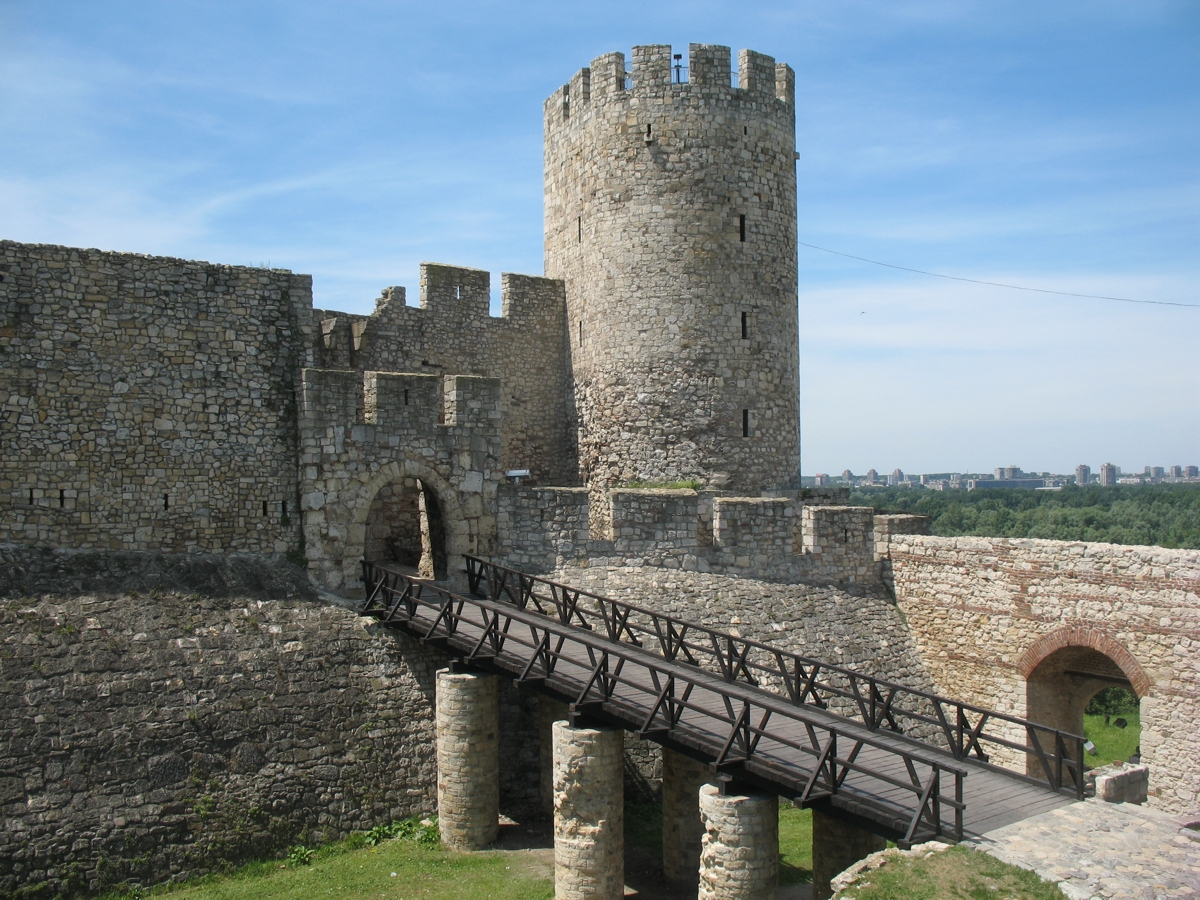
Башня деспота Стефана, возведенная около 1405 года

После появления на Балканах турок и битвы на Косовом поле венгры, стремясь чужими руками защитить Дунай, передали Белград сербскому деспоту Стефану Лазаревичу. Он отстроил город и воздвиг там мощные укрепления. Правление деспота Стефана стало временем расцвета средневекового Белграда. Город, будучи столицей Сербской деспотовины, стал главным экономическим, культурным и религиозным центром страны. Он был среди городов, которые получили привилегии от деспота, в частности, его жители не платили таможенных пошлин. По оценкам историков, его население достигало 40—50 тысяч человек. Наследник Стефана Джурадж (Георгий) Бранкович был вынужден вернуть город Венгрии. По образцу Белградской крепости он построил укрепления в Смедереве. Между тем, сам Белград под венгерским управлением быстро потерял свою экономическую и культурную роль. Кроме того, негативным образом сказалась и венгерская национальная политика — король Сигизмунд заселял город венграми, а сербам был запрещен вход в его центральную часть.

### Под властью Османской империи

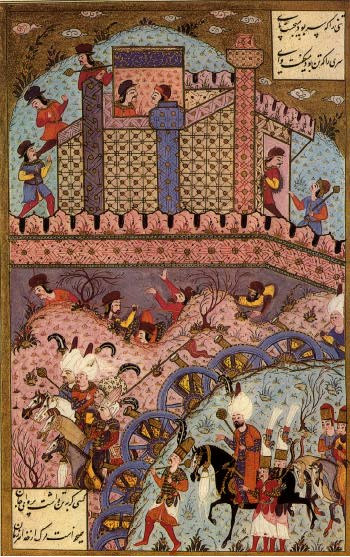
Осада Белграда в 1521 году

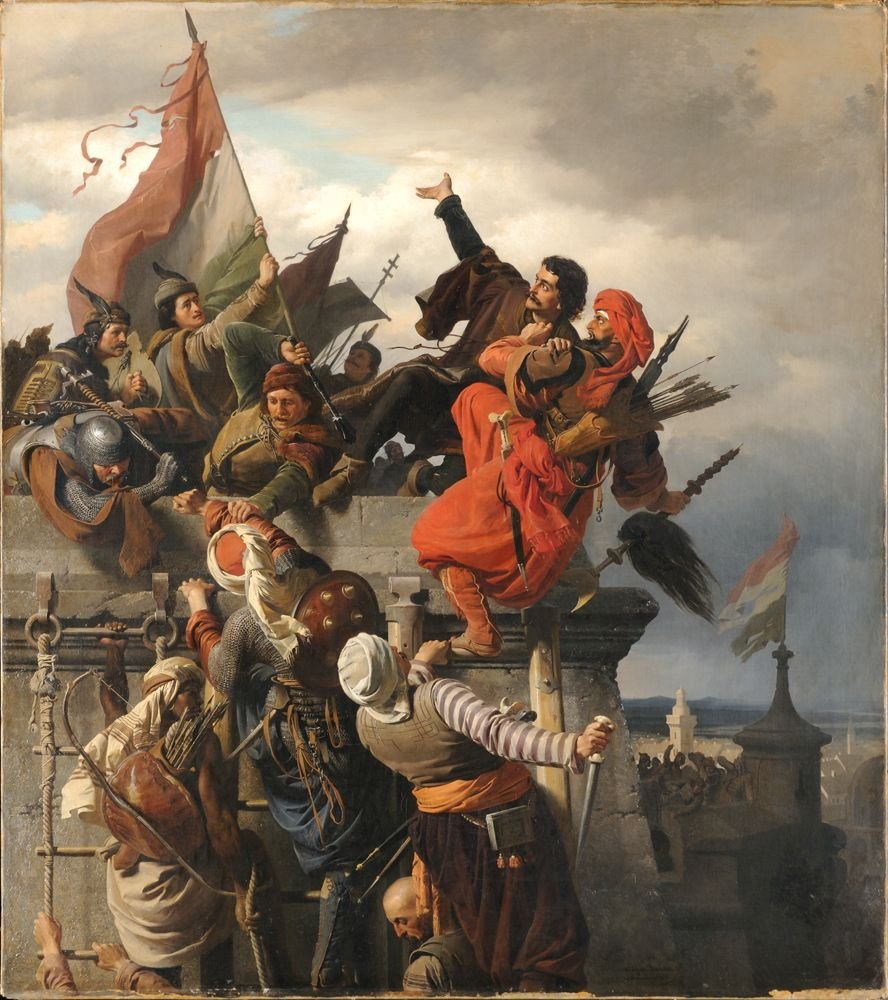
Осада Белграда в 1456 году

Для Османской империи захват Белграда был важной задачей, так как крепость прикрывала путь в Венгрию и не позволяла туркам вести свои наступательные походы. В 1440 году Белград осадила турецкая армия численностью в 100 000 человек под командованием султана Мурада II. Ей не удалось взять город, но на вершине Авалы, на месте сербского укрепления Жрнов, турки построили крепость и разместили в ней крупный гарнизон, который стал опорным пунктом для последующих атак на Белград. В 1456 году турки предприняли ещё одну безуспешную осаду города. Вплоть до конца столетия вокруг него велись ожесточенные бои. В 1521 году султан Сулейман захватил Белград.
Туркам удалось довольно быстро расширить свои владения на север и запад (современные Венгрия, Босния и Герцеговина и Хорватия) и на протяжении следующих более чем 150 лет Белград не знал крупных сражений. Став центром санджака, город вскоре превратился в крупный торговый и транспортный центр, главную опору турок на Дунае. Интенсивное строительство изменило его архитектурный стиль на свойственный османским городам. Было построено около 40 мечетей, шесть караван-сараев, семь хаммамов, два безистана (крытых торговых комплекса), несколько школ и т. д. Белград постепенно расширялся вдоль главных торговых путей и спустя некоторое время вышел за пределы крепостных укреплений. Значительную часть его населения составляли торговцы из Венеции, Греции, Дубровника, Австрийской империи и ремесленники из числа турок, армян, цыган и сербов. В XVII веке в Белграде проживало до 100 000 человек.

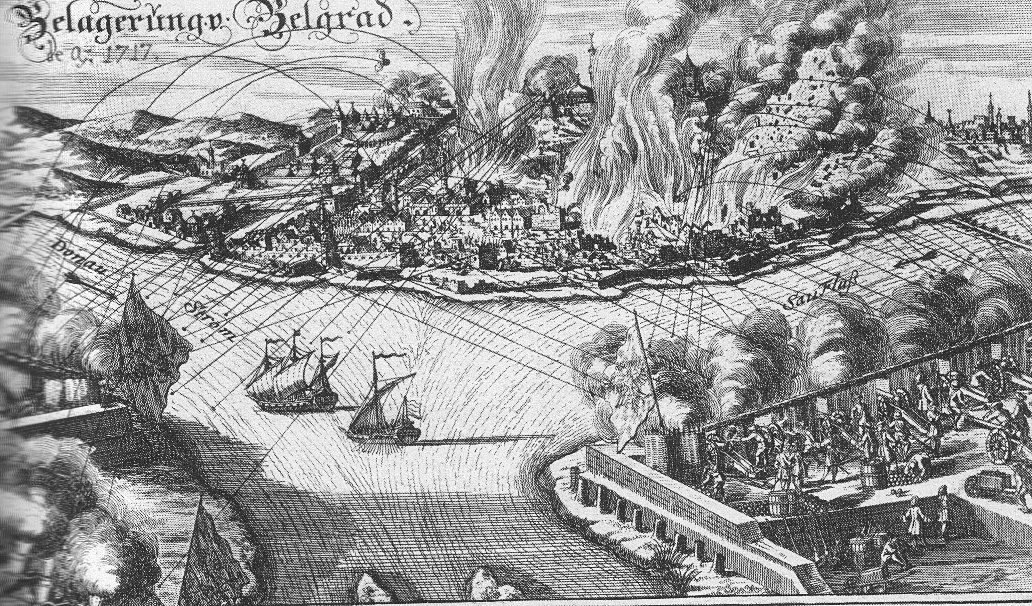
Осада Белграда австрийцами в 1717 году

Во второй половине XVII века Белград постепенно пришёл в упадок. Причинами этого были эпидемия чумы, несколько пожаров и восстания янычар. После поражения под Веной в 1683 году турки стали терять свои европейские владения, и в 1688 году город захватили австрийцы. Спустя два года османы отбили его, за помощь австрийцам население города подверглось репрессиям, многие белградцы бежали на контролируемую австрийцами территорию. Несколько лет город был турецкой пограничной крепостью, а в 1717 году им вновь овладели войска Австрийской империи. Крепость была перестроена по современному проекту, кроме того, укрепления опоясали весь город. Под властью Австрии Белград вновь пережил недолгий расцвет. Было построено множество новых зданий, оживилась торговля. Среди его жителей в большом количестве появились венгры, немцы, французы, чехи и др. В результате очередной войны с Турцией Австрия была вынуждена уступить Белград после заключенного в нём в 1739 году мирного договора. Турецкий гарнизон снес внешние укрепления, казармы и прочие здания, построенные австрийцами. Ряд христианских церквей был превращен в мечети.
В то же время Земун, оказавшийся в составе австрийских владений, начал энергично развиваться. Город получил особый статус в рамках Военной границы, после чего начался приток жителей. Торговля и ремесла были на подъёме, активно строились новые здания. В 1745 году в городе открылась сербская школа.

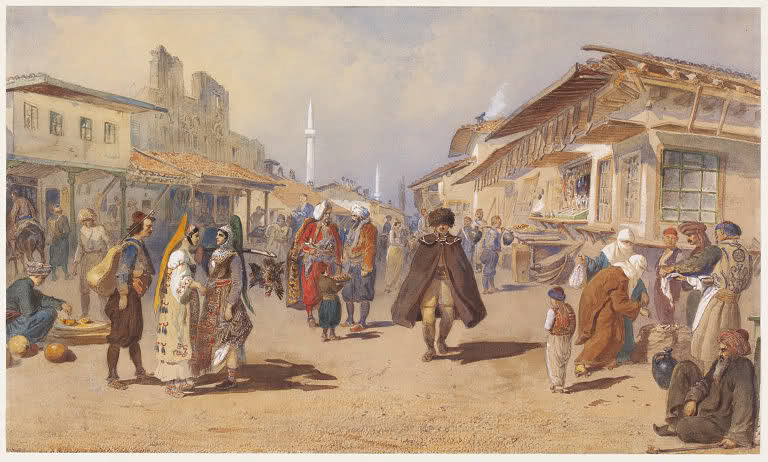
Белград во время османского владычества, акварель Гёббель, Карл, 1865 г. На заднем плане руины ворот Евгения Савойского

Во время очередной войны с Османской империей австрийцы в 1789 году захватили город, но оставили его после подписания Систовского мирного договора. Между тем, Белград был закрыт для янычар, им было запрещено посещать его. После гибели Мустафы-паши в 1801 году янычарам удалось захватить власть в городе и окрестностях. Устроенные ими беззаконие и террор привели к Первому сербскому восстанию.

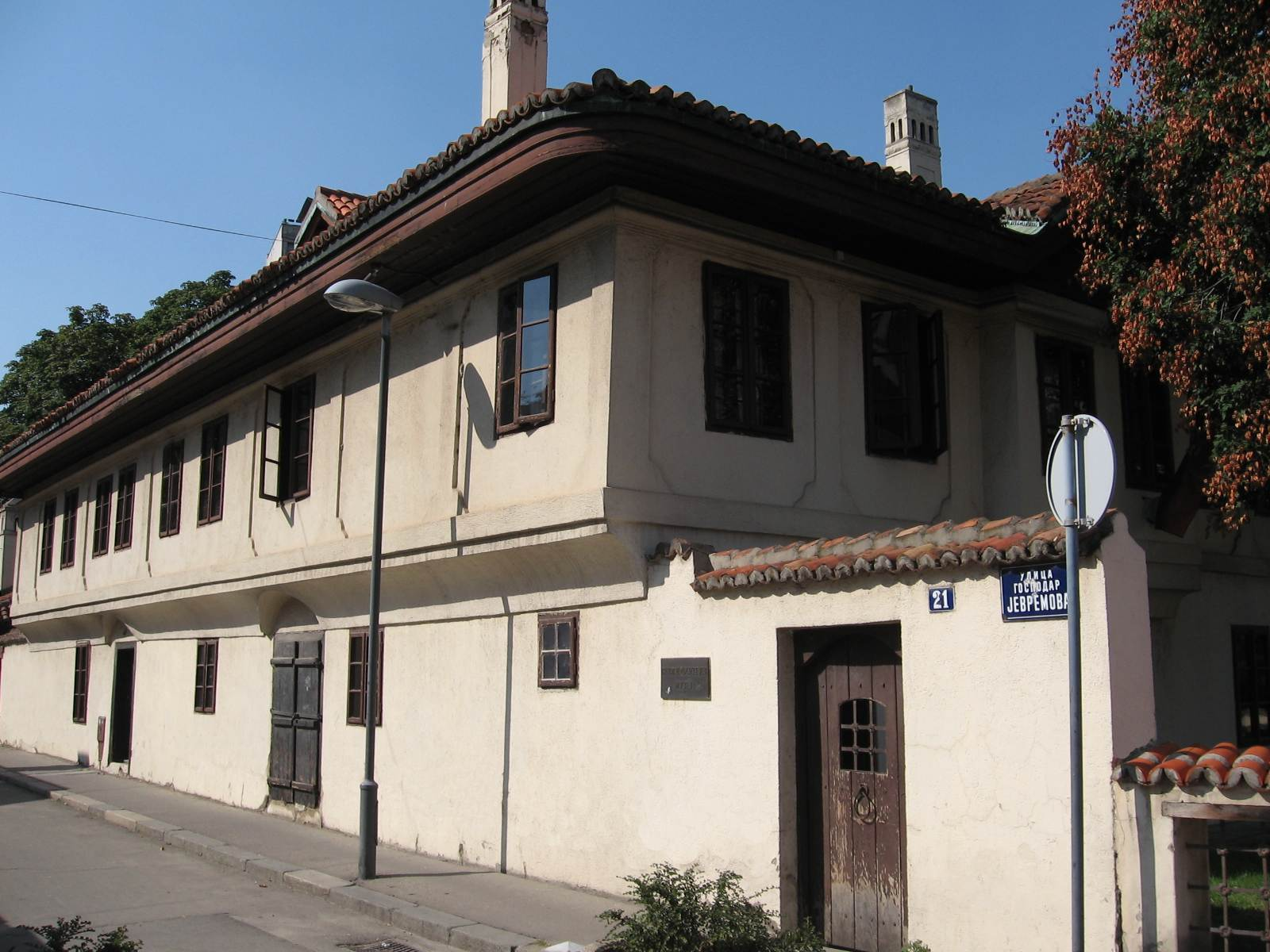
Здание Высшей школы, ныне в нем расположен Музей Вука и Доситея

Начавшееся в 1804 году восстание одной из своих целей имело освобождение Белграда. В 1807 году сербскому войску под руководством Карагеоргия удалось выбить турок из города. Восставшие нашли его в плохом состоянии, город был в упадке, многие здания были полностью или частично разрушены. Карагеоргий провозгласил Белград столицей страны и приступил к его восстановлению. Своей резиденцией его избрал Правительственный совет и первые министерства. Из австрийских владений в город начали переселяться видные деятели сербской культуры, среди которых были Сима Милутинович и Доситей Обрадович, в 1808 году основавший Высшую школу. Развитие столицы было прервано разгромом восстания в 1813 году. Занявший Белград турецкий гарнизон вел репрессии, которые привели ко Второму сербскому восстанию, начавшемуся в 1815 году. Его лидеру Милошу Обреновичу при поддержке России удалось добиться для Сербии автономии в рамках Османской империи.

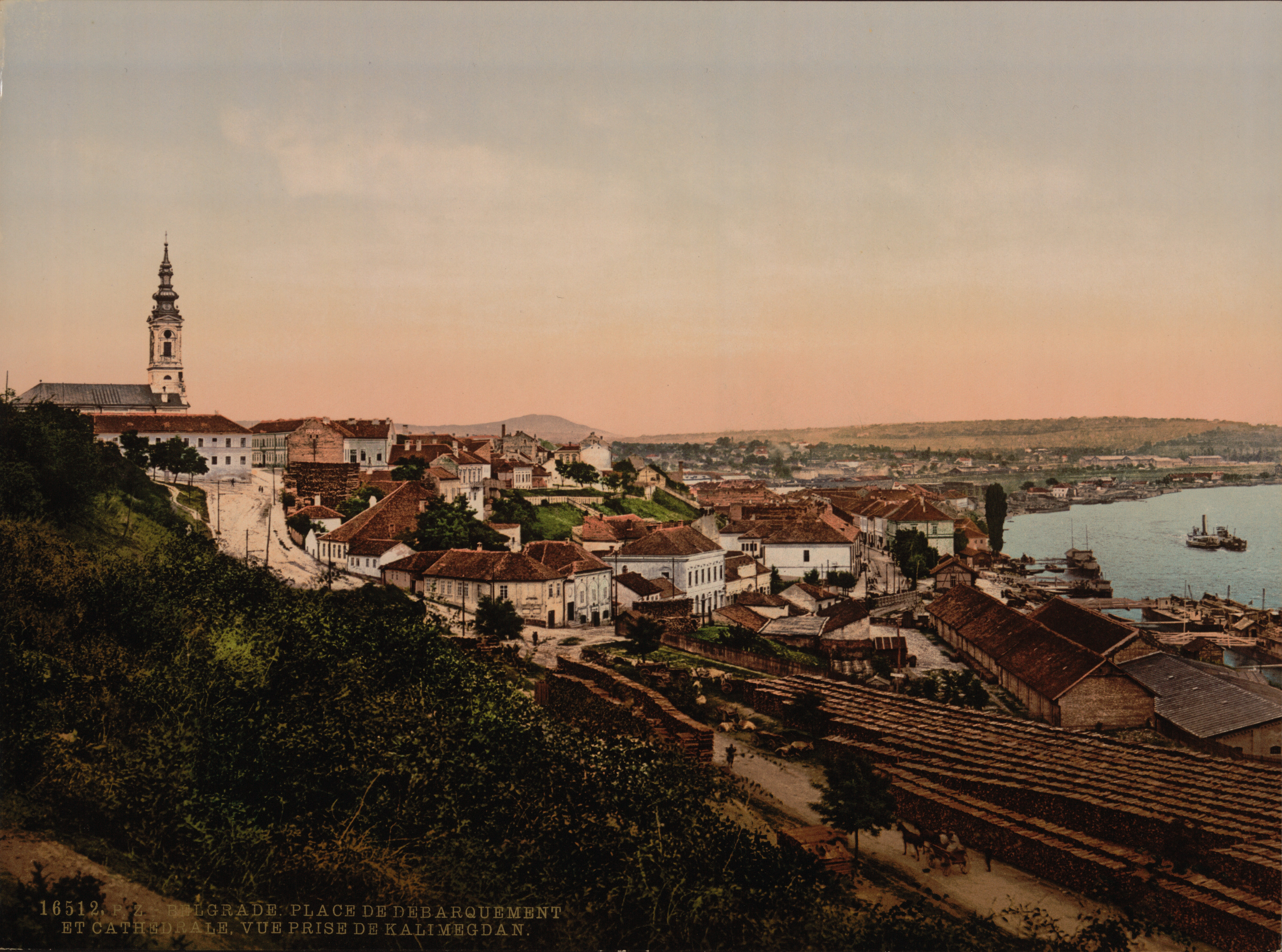
Белград в 1890 году

Столицей страны стал Крагуевац, однако Белград вновь показал бурный рост. Основная часть города была под контролем сербов, турецкий гарнизон размещался только в крепости. В 1830 году в Белграде был зачитан султанский хатт о даровании Сербии автономии. В 1836 году в нём было открыто австрийское консульство, а в 1837 — британское. В 1838 году в Белград было переведено русское консульство, ранее бывшее в Оршове. Турецкое население постепенно начало покидать город, продавая жилье сербским переселенцам. В 1834—1846 годах население города выросло в два раза. В Белграде производилось 30 % всей ремесленной продукции Сербии. В этот период были построены Конак княгини Любицы, Соборная церковь, дворцовый комплекс в Топчидере. В 1835 году из Крагуеваца в Белград была перенесена типография, и он стал также и центром сербской культуры. Начала издаваться газета «Новине србске» («Сербские новости»). В 1840 году начала работу первая в Белграде почта. В 1844 году был открыт Национальный музей. Также были открыты духовная семинария и первая в городе гимназия. В 1850-х гг. в городе работали три постоянных рынка. 18 апреля 1867 года, после длительных переговоров, турецкий гарнизон оставил Белград и город вновь стал столицей Сербии. Вскоре он в значительной степени европеизировался — вместо старых ремесленных мастерских открывались фабрики и мануфактуры, появились электричество и трамваи, был проложен водопровод, открылось пароходное общество и т.д.

### Независимая Сербия

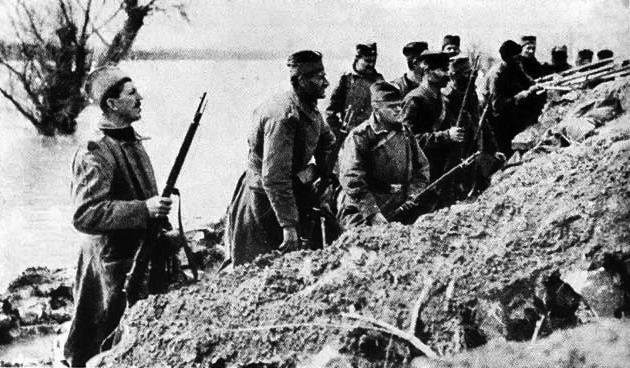
Сербская пехота на позициях близ Белграда

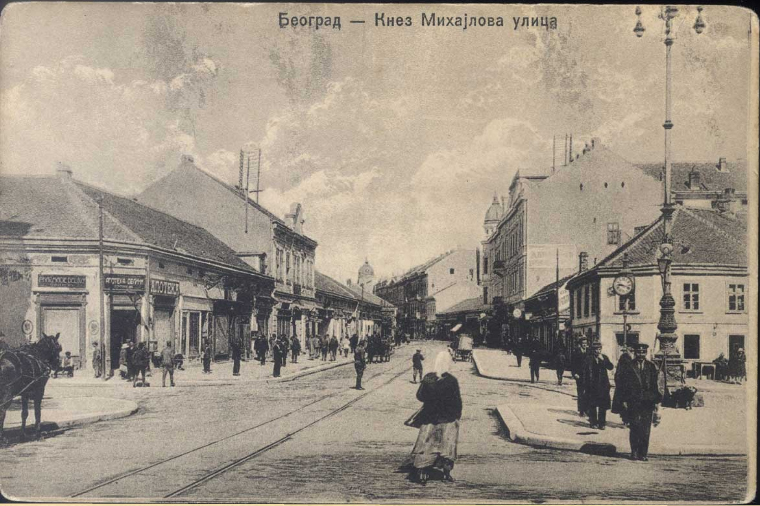
Улица князя Михаила в 1900 году

С получением Сербией независимости в 1878 году город продолжил расширяться и застраиваться. После возведения железнодорожного вокзала и причалов на реке Саве центр Белграда сместился в район между крепостью и вокзалом, а прежний главный район Дорчол, застроенный зданиями в османском стиле, потерял былое значение. В 1910 году в сербской столице насчитывалось 28 предприятий.
На рубеже XIX—XX вв. в Белграде произошёл рост социалистических настроений. Было основано несколько рабочих обществ, проводились митинги.
В 1914 году началась Первая мировая война. Белград находился на границе с Австро-Венгрией и на протяжении почти четырёх месяцев австрийские войска вели его обстрел. 2 декабря 1914 года им удалось захватить город, но уже 15 декабря сербская армия его вернула. Следующая атака началась в ночь с 6 на 7 октября 1915 года и после семи дней боев немецкие войска под командованием фон Макензена заняли Белград. 1 ноября 1918 года сербская Первая армия под руководством Петара Бойовича освободила столицу.

### Столица Югославии

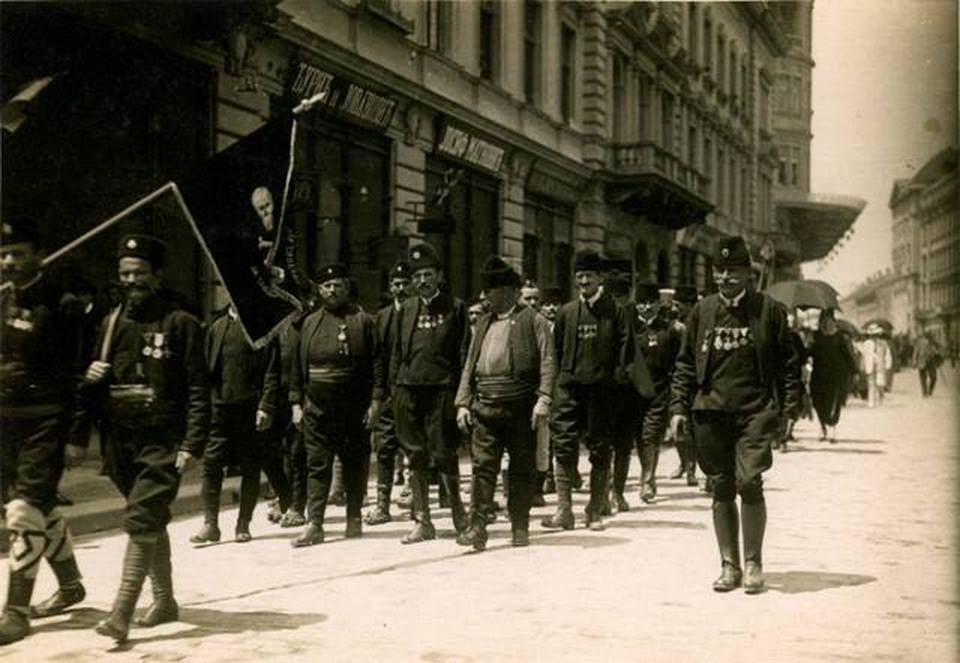
Марш ветеранов четнического движения в Белграде, 1920 год

После освобождения от оккупации Белград стал столицей Королевства Сербов, Хорватов и Словенцев, в 1929 году переименованного в Королевство Югославия. К Белграду были присоединены Земун и населенные пункты на левом берегу Дуная. Новая волна расширения и застройки ещё больше европеизировала городской облик. Среди новых районов города выделялись Кошутняк, Чукарица. Также застройка охватила берега Дуная и земли, прилегающие к Авале. Нестабильная экономическая ситуация и множественные политические кризисы приводили к многочисленным митингам и забастовкам в Белграде, некоторые из которых разгонялись жандармерией.

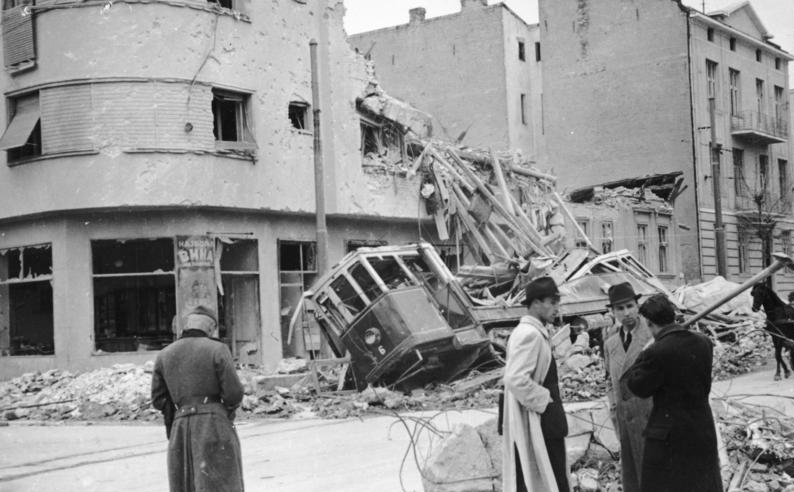
Белград после немецкой бомбардировки, апрель 1941 года

27 марта 1941 года в стране произошёл государственный переворот, власть захватил генерал Симович, выступавший против сближения Югославии в Германией. Белград охватили массовые митинги антигерманской направленности. 6 апреля Третий рейх начал вторжение в Югославию. В этот же день произошли массовые бомбардировки Белграда немецкой авиацией, повторившиеся 7 апреля. От них погибло 2274 человека, ещё несколько тысяч были ранены. Тысячи зданий были разрушены или повреждены, была полностью уничтожена Народная библиотека. 12 апреля югославская столица без боя была сдана солдатам Вермахта и после оккупации и раздела страны стала центром немецкой военной администрации в Сербии. Уже 22 апреля произошли первые расстрелы гражданских, обвиненных в нападении на немецкий патруль.
Весной и осенью 1944 года Белград неоднократно подвергался налетам авиации союзников, жертвами которых стали 1160 жителей города, а все мосты через Дунай и Саву были уничтожены. 20 октября того же года после кровопролитных боев город был освобожден частями Красной армии и югославских партизан.

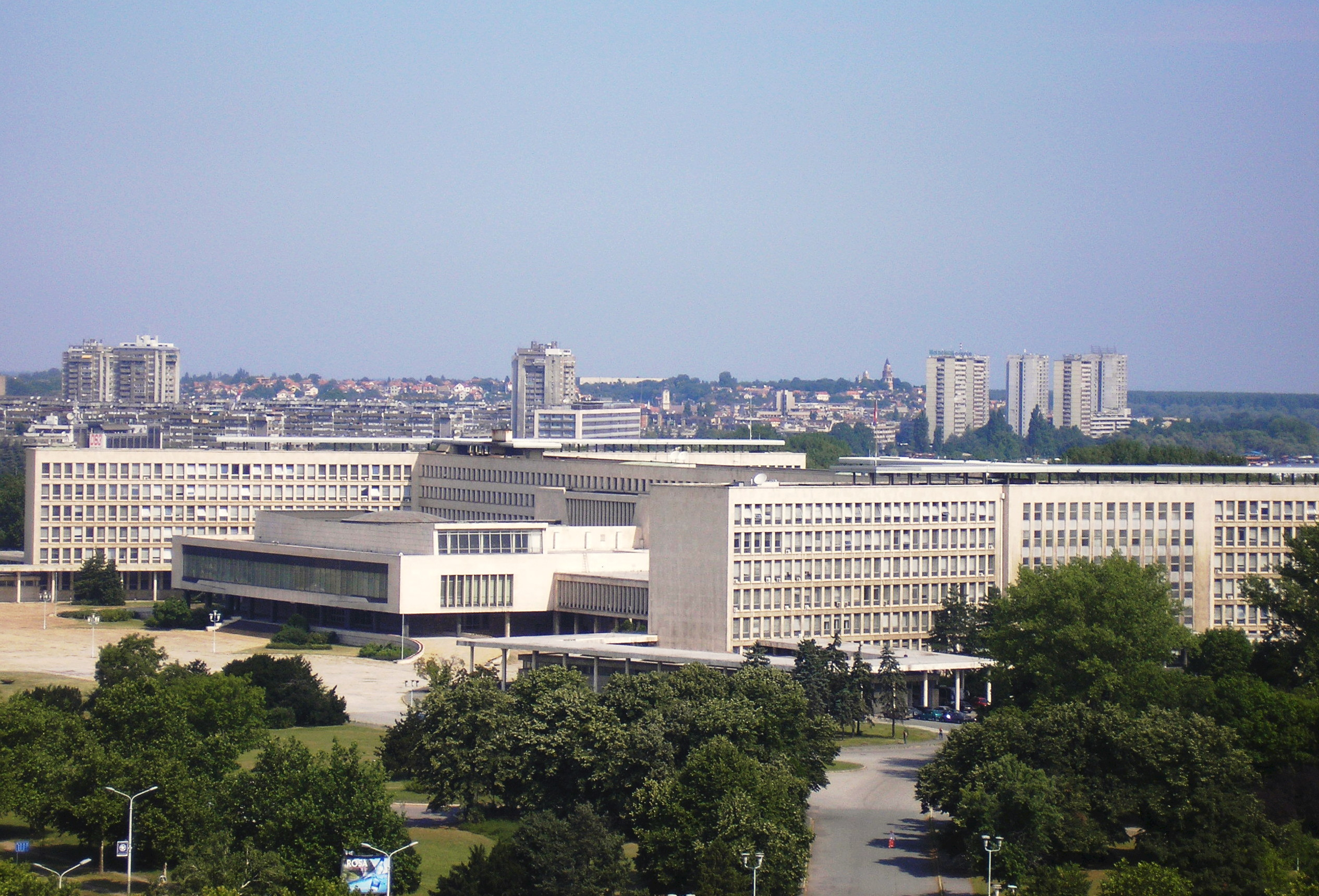
Здание Союзного исполнительного веча в Нови-Београде

После освобождения партизаны провели в городе аресты своих политических противников и тех, кого считали неблагонадежными. Население подверглось мобилизации для пополнения частей, ведущих бои на Сремском фронте. После провозглашения Федеративной Народной Республики Югославия (позднее Социалистическая Федеративная Республика Югославия) 29 ноября 1945 года и принятия Конституции 31 января 1946 года Белград стал столицей новой социалистической республики. Фабрики и заводы, принадлежавшие частным лицам, были национализированы. Параллельно с этим велось строительство новых предприятий, прежде всего металлургической, химической и электротехнической промышленности. Югославия была членом Движения неприсоединения, и в Белграде прошла Первая конференция лидеров стран-членов Движения. Кроме того, в нём также проводились Конференция по безопасности и сотрудничеству в Европе, Конференция ЮНЕСКО и другие международные встречи и форумы. В конце 1940-х годов началось возведение кварталов Нови-Београда на левом берегу реки Савы. В 1968 году по Белграду прокатилась волна студенческих митингов.

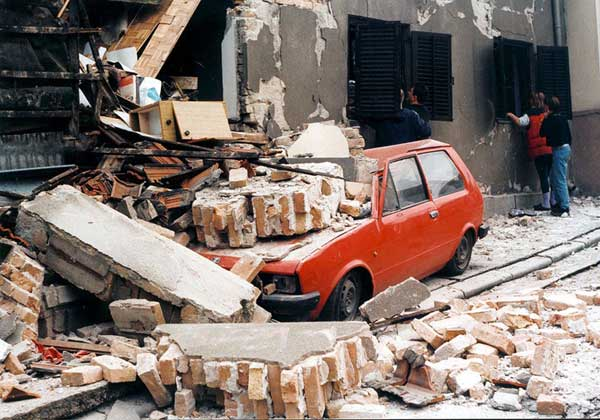
Разрушения в городе после бомбардировок авиацией НАТО

После смерти лидера СФРЮ Йосипа Броза Тито в 1980 году в стране начался рост национализма, ухудшилось экономическое положение. Напряженные межнациональные отношения и стремление ряда республик к независимости привели к распаду Югославии. 9 марта 1991 в Белграде прошли массовые акции протеста против Слободана Милошевича, которые возглавил один из видных оппозиционеров Вук Драшкович. Весной 1992 года Сербия и Черногория образовали новую Союзную Республику Югославию. Она находилась под международными экономическими, культурными и другими санкциями, которые серьёзно сказались на уровне жизни. Белград, как экономический центр страны, также пережил серьёзный финансовый и производственный кризис, отягощенный длительной гиперинфляцией.
В 1999 году, во время бомбардировок Югославии авиацией НАТО, городу был нанесен значительный ущерб. Множество зданий было разрушено или повреждено, бомбардировки также сопровождались жертвами среди жителей города. От бомб пострадали здания ряда министерств, Генеральный штаб, Авальская телебашня, здание Радио и Телевидения Сербии, военные объекты, а также здание китайского посольства, множество школ, больниц, жилых зданий и объектов инфраструктуры.
5 октября 2000 года в Белграде прошли масштабные демонстрации югославской оппозиции, обвинившей Слободана Милошевича в фальсификации результатов президентских выборов. В результате, Милошевич оставил пост президента и власть перешла к лидеру оппозиции Воиславу Коштунице.

### Современность

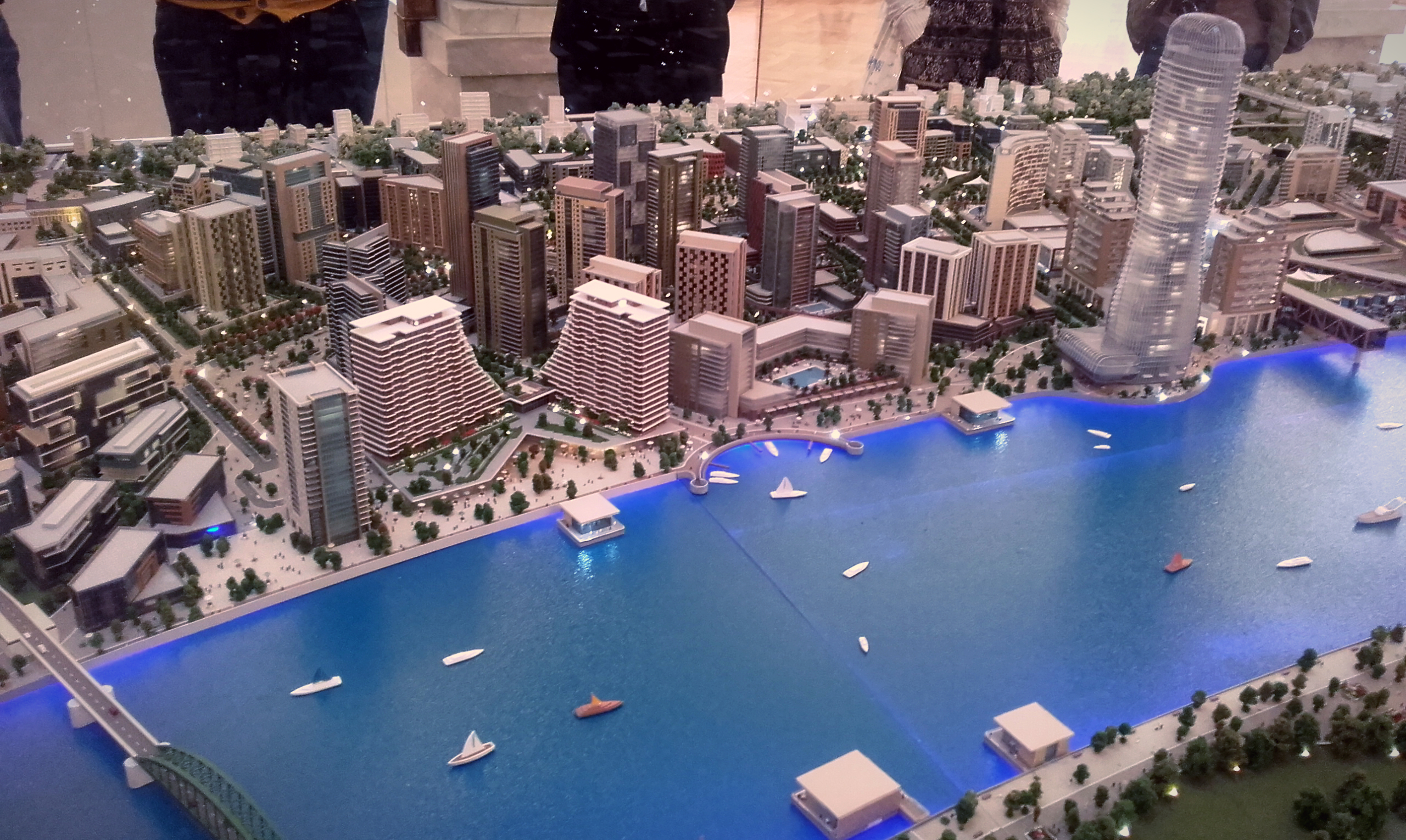
Демонстрационный макет проекта «Белград на воде»

В 2003 году Союзная Республика Югославия была преобразована в Государственный союз Сербии и Черногории. В 2006 году, после провозглашения Черногорией независимости Белград вновь стал столицей Сербии. Ныне он является крупнейшим городом страны, её культурным и экономическим центром.

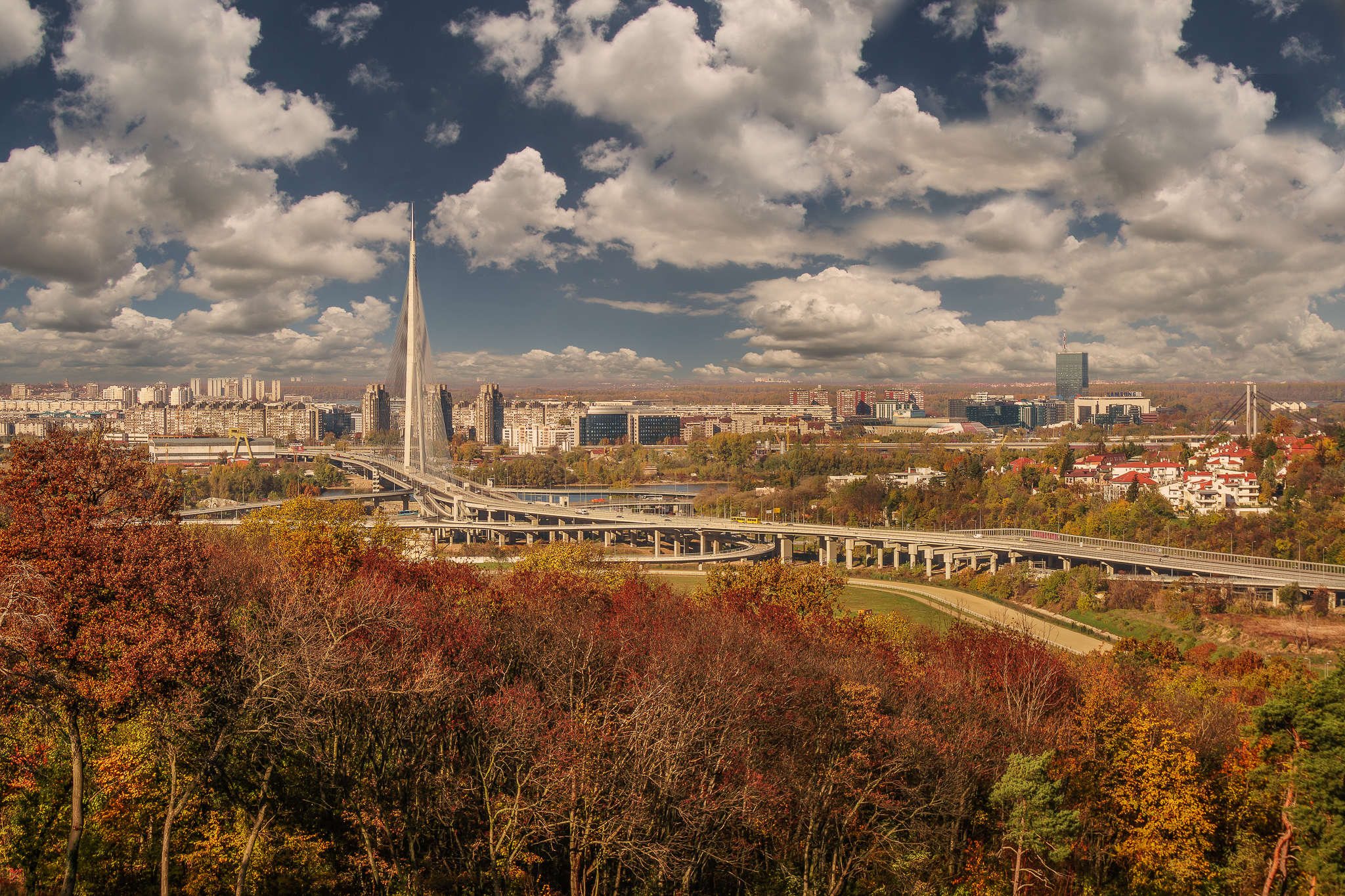
Мост над Адой

С начала 2000-х годов в Белграде реализуется ряд крупных инфраструктурных проектов, наиболее значимым из которых было возведение моста над Адой. Его строительство началось в декабре 2008 года, а открыт он был в ночь на 1 января 2012 года. В 2014 году началась реализация проекта «Белград на воде» — масштабной реконструкции и застройки набережной Савы в историческом центре города. Он предусматривает строительство нескольких десятков зданий, в том числе нескольких небоскребов, на месте современных железнодорожного и автобусного вокзалов, которые будут перенесены в другие районы. Финансируют строительство Правительство Сербии и частные инвесторы из Объединённых Арабских Эмиратов. Проект получил массу негативных отзывов в сербском обществе, ряд архитекторов указывал, что существующая в этой части города инфраструктура не рассчитана на такую плотную застройку, а сам проект кардинально изменит облик исторического центра Белграда. Тем не менее, в сентябре 2015 года началось возведение первых зданий в рамках проекта.